# 村田ひろゆき
村田 ひろゆき（むらた ひろゆき）は、日本の漫画家。埼玉県出身。

## 来歴
1982年、『週刊ヤングマガジン』4月増刊号（講談社）にて『馬っこきブルース』でデビュー。1983年より麻雀誌、官能誌、実話誌などで連載を始め、のちに『ころがし涼太』等のヒット作品を生み出す。代表作である『工業哀歌バレーボーイズ』は実写映画化・DVD化された。同様に『ころがし涼太』もアニメ・実写化、『がぶノミ荒矢』も実写化された。
2009年12月7日発売の講談社『週刊ヤングマガジン』2010年1号にて病気療養のため、連載中だった『好色哀歌 元バレーボーイズ』を一時休載した。その後、2010年8号にて「休載おわび」というタイトルの3ページ漫画を描き、休載の原因が癌治療のためであることを明らかにし、その際に医師に癌と宣言されてからの治療の経過を詳細に描いている。その後、『好色哀歌 元バレーボーイズ』は連載再開したのち、2011年9号をもって完結した。
『バレーボーイズ』連載終了後は、自身の検査の様子などを描いた漫画を『週刊ヤングマガジン』誌上に掲載するなどしていたが、2012年1号に病院を舞台にした新作『ドクター早乙女』を掲載、4・5合併号より隔週で連載。

## 主な作品リスト
- ころがし涼太（『週刊漫画ゴラク』（日本文芸社）、1986年 - 1999年、全29巻）
- 工業哀歌バレーボーイズ（『週刊ヤングマガジン』（講談社）、1989年 - 2006年、全50巻）
- がぶノミ荒矢（『漫画ゴラクネクスター』（日本文芸社）、1994年 - 1996年、全3巻）
- 好色哀歌 元バレーボーイズ（『週刊ヤングマガジン』（講談社）、2006年 - 2011年、全17巻）
- ほぐし屋捷（『ヤングマガジンアッパーズ』（講談社）、1999年 - 、全3巻）
- ドクター早乙女（『週刊ヤングマガジン』（講談社）、2011年 - 2016年、全7巻）
- ネオンさん（『週刊ヤングマガジン』（講談社）、2016年 - 2019年、全4巻）
- しもべえ（『週刊ヤングマガジン』→『月刊ヤングマガジン』（講談社）、2019年、全1巻）

## 賞歴・掲載歴
- 1981年1月『学ラン四狂対スケバン四強』（第6回ヤングマガジン月間新人漫画賞佳作）
- 1981年5月『学園仕置人』（第10回ヤングマガジン月間新人漫画賞入選）
- 1981年11月『学園仕置人』（第4回ちばてつや賞ヤング部門努力賞）[1]
- 1982年3月『馬っこきブルース』（第5回ちばてつや賞ヤング部門佳作）[1]
- 1982年3月『馬っこきブルース』（『ヤングマガジン増刊号』、講談社）
- 1982年9月『よこしま谷岡親子』（『ヤングマガジン増刊号』、講談社）
- 1982年11月『賭けていったサブ』（『週刊ヤングマガジン』、講談社）
- 1982年12月『恋なんてポイ』（『週刊ヤングマガジン』、講談社）
- 1983年1月『パー兄弟ロンとヤス』（『週刊ヤングマガジン』、講談社）
- 1983年2月『親子ニッポン』（『モーニング』、講談社）
- 1983年3月『馬っこきブルースPert2』（第7回ちばてつや賞ヤング部門優秀新人賞）[1]
- 1987年3月『ほぐし屋ブルース』（第10回ちばてつや賞一般部門佳作）[2]
- 1988年9月『ビンボー性だっていいじゃないか』（第13回ちばてつや賞一般部門佳作）[2]